# Арка нейтралитета
Арка нейтралитета (туркм. Bitaraplyk binasy) — монумент в Ашхабаде, просуществовавший с 1998 по 2010 гг. на центральной площади. Один из самых известных символов правления Сапармурата Ниязова (Туркменбаши). В 2010—2011 гг. Арка нейтралитета была демонтирована и перенесена на новое место — в южную часть города Ашхабада. 12 декабря 2011 года Арка нейтралитета была вновь открыта.

## Описание
Арка сооружена в 1996—1998 годах по распоряжению Сапармурата Туркменбаши. Была построена турецкой фирмой «Полимекс» и торжественно открыта 12 декабря 1998 года.
Три широко раскинувшихся пилона поддерживают это многоуровневое сооружение высотой 83 метра, увенчанное двенадцатиметровым позолоченным скульптурным изображением Президента Туркменистана Сапармурата Туркменбаши на фоне развевающегося флага. Вся эта композиция до переноса медленно вращалась по ходу движения солнца и совершала за сутки полный оборот вокруг своей оси. Осью же всего сооружения является панорамный лифт, ведущий на несколько круговых обзорных площадок, откуда открывается вид на столицу.

## Перенос монумента
26 августа 2010 года позолоченную статую Сапармурата Ниязова на вершине Арки нейтралитета демонтировали.
Демонтаж самой Арки нейтралитета был продолжен. Власти страны мотивировали перенос Арки необходимостью ещё больше улучшить архитектурный облик столицы. Для этого было принято решение демонтировать Арку нейтралитета и воссоздать этот памятник в виде Монумента нейтралитета в южной части Ашхабада, на проспекте Битарап Туркменистан (Нейтральный Туркменистан), в предгорьях Копетдага.
Соответствующее постановление президент Гурбангулы Бердымухамедов подписал в январе 2010 года. Строительные работы завершились в октябре 2011 года, к 20-летию независимости Туркмении. Высота нового монумента, открытого 12 декабря 2011 г., составила 95 метров, что на 20 метров выше прежней Арки.
Демонтаж Арки нейтралитета и воссоздание его на новом месте были поручены всё той же фирме Полимекс, ранее построившей монумент.

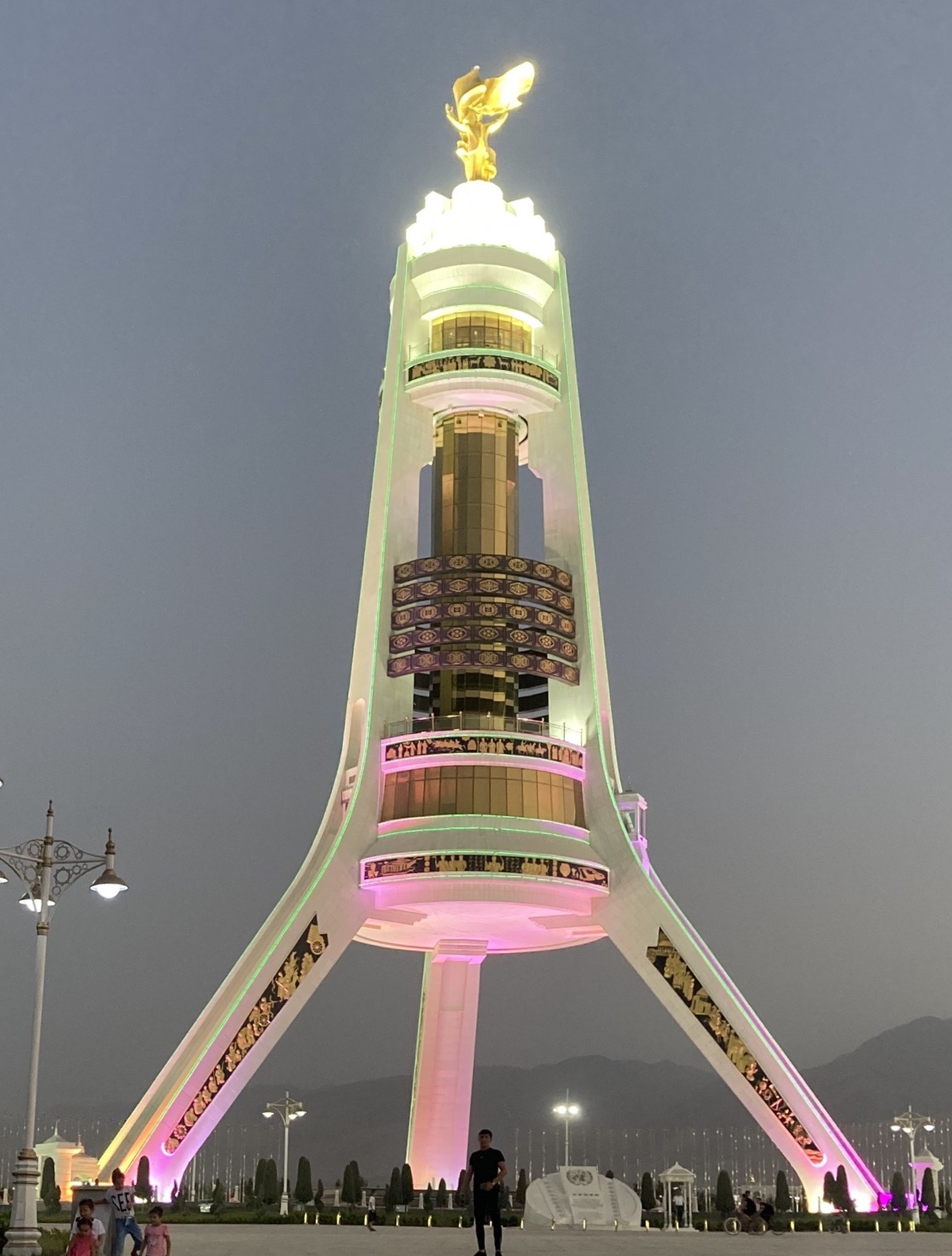
Арка нейтралитета
Памятник Сапармурату Туркменбаши из золота. Вид сбоку
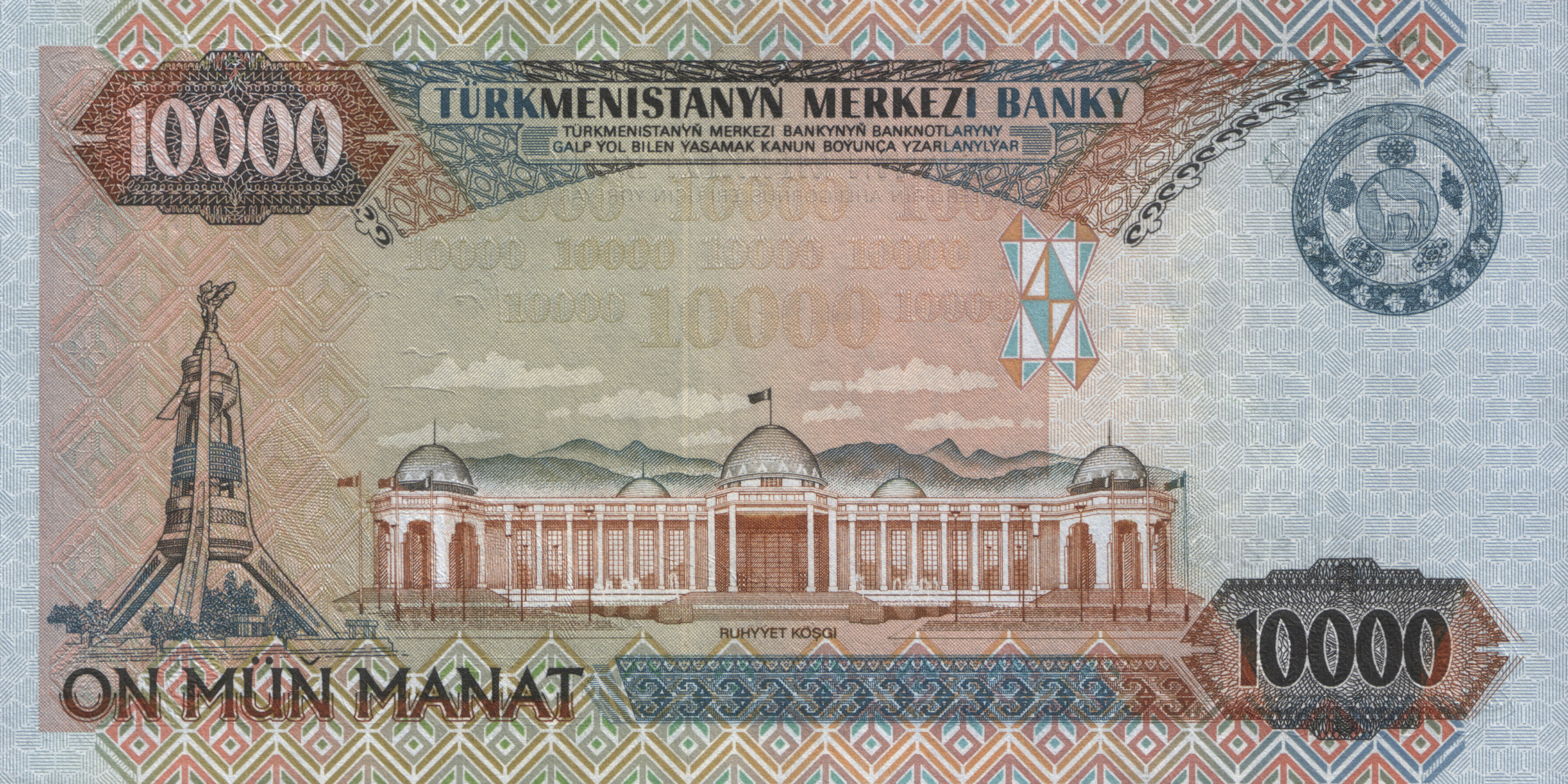
Арка нейтралитета и дворец Рухиет на оборотной стороне банкноты в 10000 манатов
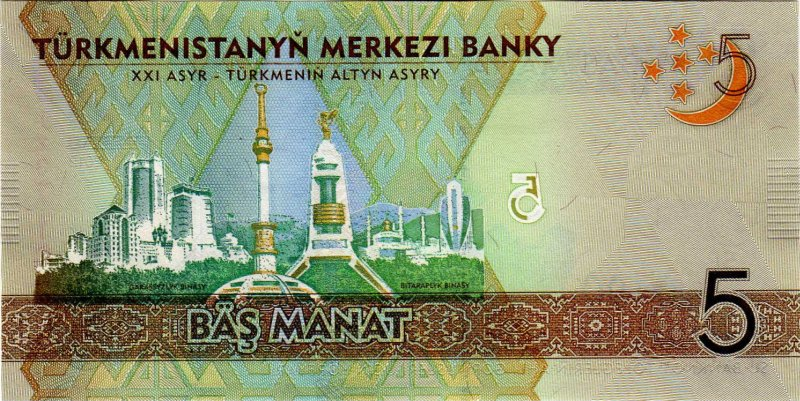
Арка нейтралитета на оборотной стороне банкноты в 5 манатов